# Love Is Forever
«Love Is Forever» es el quinto sencillo de Tomoko Kawase con su alter ego Tommy february6, lanzado simultáneamente con el sencillo debut de Tommy heavenly6, "Wait till I can dream". 

## Lista de canciones
1. «Love is forever»
2. «Futari no Seaside» (ふたりのシーサイド?)
3. «Summer Lemonade Poem»
4. «Love is forever» (Original Instrumental)